# Hjalmar Söderberg

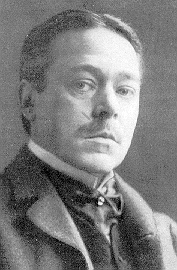
Hjalmar Söderberg

Hjalmar Emil Fredrik Söderberg (Aussprache [ˌ ʝalːmaɹ ˈsøːdəɹbæɹʝ]; * 2. Juli 1869 in Stockholm; † 14. Oktober 1941 in Kopenhagen) war ein schwedischer Schriftsteller des fin-de-siècle. Er ist heute einer der meistgelesenen und beliebtesten Schriftsteller der Jahrhundertwende in Schweden.

## Leben
Hjalmar Söderberg wurde in Stockholm als Kind einer Beamtenfamilie geboren und wuchs dort auf. Nach einem Studienversuch an der Universität von Uppsala begann er als Journalist zuerst in Kristianstad und danach in Stockholm zu arbeiten, wo er 1897 eine feste Anstellung bei der Zeitung Svenska Dagbladet bekam.
Sein Erstlingsroman Förvillelser (dt. Irrungen, 1914, bzw. Verirrungen, 2006) im Jahr 1895 gehört zur Flaneurliteratur des fin-de-siècle. Söderberg schildert darin desillusionierte Tagediebe und deren dekadentes Treiben. Der Roman enthält – wie auch die folgenden Romane – eine Reihe von anschaulichen Schilderungen Stockholms der Jahrhundertwende. In der Novellensammlung Historietter (dt. Historietten) von 1898 hatte Söderberg seinen individuellen Stil gefunden: klar, präzise, kurz und leicht ironisch. Im teilweise autobiographischen Bildungs-und-Entwicklungsroman Martin Bircks ungdom (Martin Bircks Jugend) von 1901 werden Kindheit, Studienzeit und das Leben eines jungen Beamten im Stockholm vor der Jahrhundertwende beschrieben. Doktor Glas, der 1905 erschien, gilt als sein Meisterwerk. Der Roman, in dem der Autor einen Mord unter bestimmten Voraussetzungen rechtfertigt, löste bei der konservativen Kulturkritik einen Skandal aus. Schon nach seinem ersten Roman hatte man Söderberg vorgeworfen, Sitte und guten Geschmack zu verderben, nun wurde er zum Mittelpunkt moralischer Abscheu in konservativen Kreisen.
Im Jahr 1899 heiratete er Märta Abenius (1871–1932), mit der er drei Kinder bekam: Dora (1899–1990), Tom (1900–1991) und Mikael (1903–1931). Da sein Einkommen nicht für einen bürgerlichen Haushalt ausreichte kam er in finanzielle Schwierigkeiten, die sich verschärften als seine Ehe einige Jahre später in die Brüche ging. Daraufhin endete auch eine lange Affäre die zur Scheidung führte und Söderberg zog 1906 nach Kopenhagen. Dort lernte er 1907 die Maskenbildnerin Emilie Voss (1876–1957) kennen. Beide heirateten und bekamen die Tochter Betty Söderberg, die später als Theaterschauspielerin tätig war. Finanziell war er auf Vorschüsse seitens seines Verlegers Bonnier und vor allem großzügige Darlehen seitens des Freundes und Mäzens Ernest Thiel angewiesen. Zudem hatte er später mit Alkoholproblemen zu kämpfen.
Diese Ereignisse verarbeitete Söderberg im Drama Gertrud (1906) und dem Roman Den allvarsamma leken (dt. Das ernsthafte Spiel) im Jahr 1912, der zu den wichtigsten Romanen in der schwedischen Literatur der Jahrhundertwende gezählt wird.
In den folgenden Jahren widmete sich Söderberg der Religionsgeschichte und politischen Fragen. Seine kritische Beschäftigung mit religiösen Fragen resultierte in den Romanen Jahves eld 1918 und Jesus Barabbas 1928. Sein politisches Engagement richtete sich gegen den aufkommenden Faschismus, den er in Artikeln vor allem in Göteborgs Handels- och Sjöfartstidning bekämpfte.
Hjalmar Söderberg starb am 14. Oktober 1941 im Alter von 72 Jahren. Seine Grabstätte befindet sich auf dem Vestre Kirkegård in Kopenhagen.

## Werke
- 1895 Förvillelser, Roman
  - dt. Titel: Irrungen. Morawe & Scheffelt, Berlin 1914 (Nordland-Bücher)
  - dt. Titel: Verirrungen. Aus dem Schwedischen von Verena Reichel. Mit einem Nachwort von Joachim Schiedermair. Piper, München 2006 (Piper Nordiska)
- 1898 Historietter
  - dt. Titel: Historietten [23 Erzählungen]. Autorisierte Übertragung von Francis Maro, Insel, Leipzig 1905; Philipp Reclam jun., Leipzig 1973 (Universalbibliothek, Bd. 552)
    - daraus: Ein herrenloser Hund. In: Jugend № 52 (1898), S. 874, (doi:10.11588/diglit.3338 Digitalisat bei der Universitätsbibliothek Heidelberg)
- 1901 Martin Bircks ungdom
  - dt. Titel: Martin Birck’s Jugend. Autorisierte Übertragung aus dem Schwedischen von Francis Maro. Titelzeichnung von Heinrich Vogeler. Insel Verlag, Leipzig 1904
  - dt. Titel: Martin Bircks Jugend. Aus dem Schwedischen von Francis Maro. Klett-Cotta, Stuttgart 1986
- 1905 Doktor Glas, Roman
  - dt. Titel: Doktor Glas. Deutsch von Günter Dallmann, Suhrkamp, Frankfurt am Main 1966 (Bibliothek Suhrkamp, Bd. 173); aus dem Schwedischen von Helga Thiele, Reclam, Leipzig 1987 (Reclams Universal-Bibliothek, Bd. 1214); aus dem Schwedischen von Verena Reichel, Rowohlt, Reinbek 1992 (Rowohlt-Jahrhundert, Bd. 85), Neuausgabe mit einem Nachwort von Antje Rávic Strubel, Manesse, Zürich 2012, ISBN 978-3-7175-2290-4 (eingeschränkte Vorschau in der Google-Buchsuche)
- 1906 Gertrud
  - dt. Titel: Gertrud. Übersetzt und hrsg. von Walter Boehlich. Verlag der Autoren, Frankfurt am Main 1997, ISBN 3-88661-183-3
- 1912 Den allvarsamma leken, Roman
  - dt. Titel: Das ernsthafte Spiel. Aus dem Schwedischen von Verena Reichel. Piper, München / Berlin 2007, ISBN 3-492-97468-6 (eingeschränkte Vorschau in der Google-Buchsuche)
- 1918 Jahves eld
- 1928 Jesus Barabbas

Sammelbände in deutscher Übersetzung:
- Erzählungen. Aus dem Schwedischen übersetzt [sowie Nachwort] von Helen Oplatka. Manesse, Zürich 1976 (Manesse-Bibliothek der Weltliteratur)
- Die Spieler. Zwölf Erzählungen und ein Roman [Doktor Glas]. Aus dem Schwedischen von Günter Dallmann und Helen Oplatka. Eichborn, Frankfurt am Main 2000 (Reihe Die Andere Bibliothek, Bd. 184), ISBN 978-3-8218-4184-7

## Verfilmungen
- 1942: Doktor Glas – Regie: Rune Carlsten
- 1945: Das ernste Spiel – Regie: Rune Carlsten
- 1964: Gertrud – Regie: Carl Theodor Dreyer
- 1968: Doktor Glas – Regie: Mai Zetterling
- 1977: Das Spiel der Liebe und der Einsamkeit (Den allvarsamma leken) – Regie: Anja Breien
- 2016: Den allvarsamma leken – Regie: Pernilla August